# Natalija Skakunová
Natalija Skakunová (ukrajinsky: Наталія Анатоліївна Скакун; * 3. srpna 1981, Blagovešenka) je bývalá ukrajinská vzpěračka. Na olympijských hrách v Athénách roku 2004 vyhrála závod ve střední váze (do 63 kilogramů). Jejích zvednutých 135 kilogramů v nadhozu bylo tehdy olympijským rekordem. V této disciplíně také jistý čas držela světový rekord výkonem 138 kg, vytvořila ho na mistrovství světa ve vzpírání v roce 2003. Zúčastnila se i olympijských her v Sydney roku 2000, kde skončila sedmá v lehké váze (do 58 kg). Po skončení závodní kariéry se stala trenérkou.